# 高宮通り
高宮通り（、ローマ字表記: Takamiya Dōri）は、福岡県福岡市中央区の薬院大通交差点から南区井尻四丁目の春日市との境（須玖北1丁目交差点）までの福岡県道31号福岡筑紫野線6.0kmに付けられた福岡市道路愛称。

## 概要
西鉄天神大牟田線の薬院駅から井尻駅の間にほぼ沿って北西から南東に向かって延びており、薬院や大橋などの繁華街を結んでいる。多くの区間は片側2車線で整備されているが、大橋駅周辺の南区役所入口交差点南部から三宅中学校前交差点までの約900mの区間は片側1車線となっており、特に大橋方面へ向かう南行きは、車線減少することから朝夕の渋滞が激しい。
しかし現在では、都市計画道路長浜太宰府線（後述）が、南区役所入口交差点南部で直結し、長浜太宰府線が向かう本線側（道なり）は国道385号（みやけ通り）を経て福岡外環状道路まで整備され、高宮通りは南区役所入口交差点南部から分岐側となった。これに伴い、前記片側1車線の区間は三宅中学校前交差点と同様に分岐側となって若干流動が変化し、交通量が減少した。
なお、高宮通りを北行きに進み三宅中学校前交差点から本線側（道なり）に進むと、西鉄天神大牟田線をくぐる市道を経て日赤通りに直結する。
愛称名は市制90周年記念として1979年（昭和54年）に制定された。愛称の由来は、高宮を通っていることから。

### 都市計画道路長浜太宰府線
都市計画道路長浜太宰府線は、福岡市中央区長浜と福岡県太宰府市を結ぶ都市計画道路。経路は、大正通りから高宮通りに入り、高宮通りの南区役所入口交差点からは高宮通りから南方に離れて、国道385号（みやけ通り）、福岡外環状道路と交差し、福岡県道505号板付牛頸筑紫野線（通称いけいけ通り）を経て太宰府市方面に連絡する。
2012年現在はこのうち長浜から福岡外環状道路交差点までの区間と、福岡県道505号板付牛頸筑紫野線の昇町西交差点以南（通称いけいけ通り）から太宰府市方面までが片側2車線で開通しており、同交差点から福岡県道505号板付牛頸筑紫野線の昇町西交差点までの区間は未整備である。
なお、長浜太宰府線の横手四丁目交差点から横手南町交差点（福岡外環状道路）までの区間は「横手中央通り」と呼ばれている。

## 通過する自治体
- 福岡市
  - 中央区
  - 南区

## 沿線

### 福岡市中央区
中央区の南東にある薬院大通交差点を起点とし、市街地の中を南東に進む。次第に西鉄天神大牟田線と接近し、平尾北交差点から先は同線と並行する。平尾駅入口交差点で筑肥新道と交差し、南区に入る。

### 福岡市南区
引き続き西鉄天神大牟田線と並行して南東に進む。区境を越えて道路愛称の由来となった高宮の中央部を通る。大橋地区内の南区役所入口交差点で左折して大橋西部商店街に入り、狭い商店街の中を引き続き南東に進む。商店街を抜けて三宅中学校前交差点を過ぎると片側2車線の広い道路に入る。那珂川を渡り、九州新幹線の高架下を抜け、西鉄天神大牟田線とは離れていく。井尻六ツ角を通り、福岡高速環状線下の福岡外環状道路と交差する須玖北1丁目交差点が春日市との境界部分で、高宮通りの終点となる。
この先の春日市内区間には「春日大通り」の愛称が付けられている。

### 周辺
- 薬院大通駅
- 西鉄平尾駅
- 高宮駅
- 福岡南郵便局
- 福岡県立筑紫丘高等学校
- 東和大学・純真短期大学・純真高等学校
- 大橋駅
- 福岡市立三宅中学校
- 香蘭女子短期大学

## 主な接続路線
| 交差する道路                                        | 交差する道路                       | 交差する場所   |
| --------------------------------------------------- | ---------------------------------- | -------------- |
| 〈大正通り〉県道31号福岡筑紫野線 長浜・警固方面     |                                    |                |
| 〈城南線〉                                          | 〈城南線〉                         | 薬院大通       |
| 県道555号桧原比恵線                                 | 〈百年橋通り〉 県道555号桧原比恵線 | 平尾           |
| 〈筑肥新道〉                                        |                                    | 平尾駅入口     |
| 〈大池通り〉 県道602号後野福岡線                    | 〈大池通り〉 県道602号後野福岡線   | 野間四ツ角     |
| 〈みやけ通り〉 国道385号                            | 国道385号                          | 大橋           |
| 県道575号山田中原福岡線                             | -                                  | 横手小学校入口 |
|                                                     | 県道575号山田中原福岡線            | 折立           |
| 県道505号板付牛頸筑紫野線                           | 県道505号板付牛頸筑紫野線          | 井尻六ツ角     |
| 国道202号福岡外環状道路                             | 国道202号福岡外環状道路            | 須玖北1丁目    |
| 〈春日大通り〉県道31号福岡筑紫野線 鳥栖・筑紫野方面 |                                    |                |